# ライプツィヒ中央駅

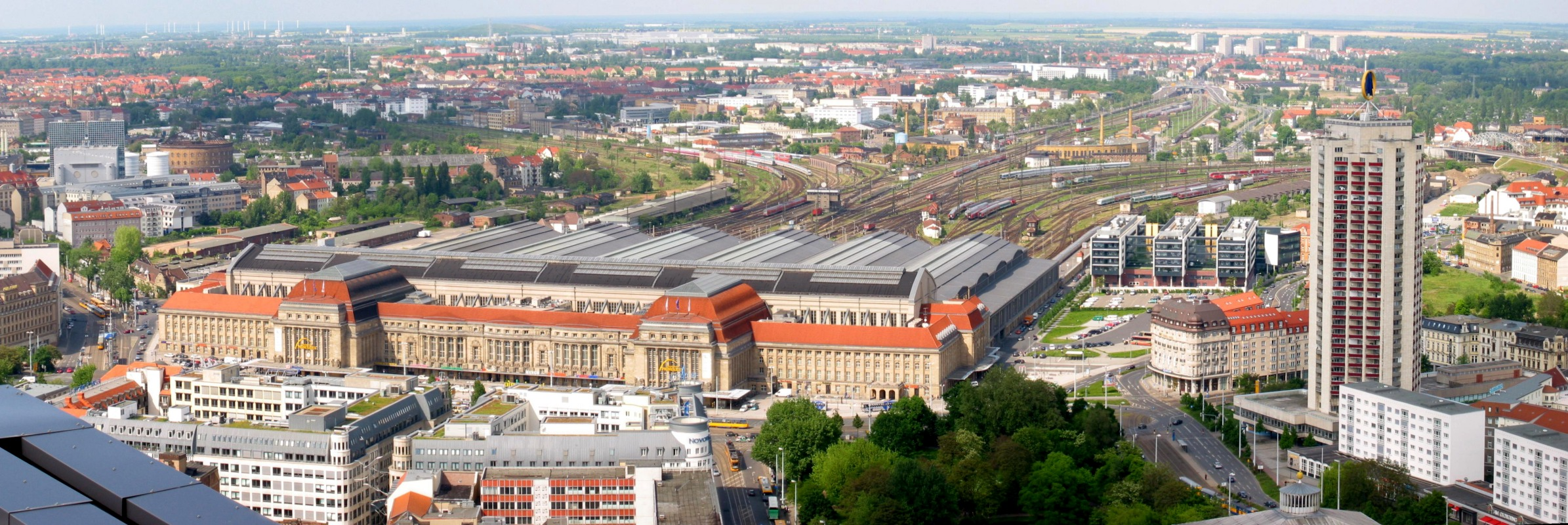
ライプツィヒ中央駅

ライプツィヒ中央駅（ライプツィヒちゅうおうえき、Leipzig Hauptbahnhof）は、ドイツのライプツィヒにある鉄道駅。床面積は83,460平方メートルで、ヨーロッパ最大の面積を有する。1日で約15万人の利用があり、ライプツィヒ市街だけでなく、ドイツ東部交通の要所でもある。DBステーション&サービスの格付けでは、最も上にあたるカテゴリー1に指定されている。

## 歴史
- 1909年11月16日　建設開始。建設費用は607万5千マルク。
- 1915年12月4日　開業。

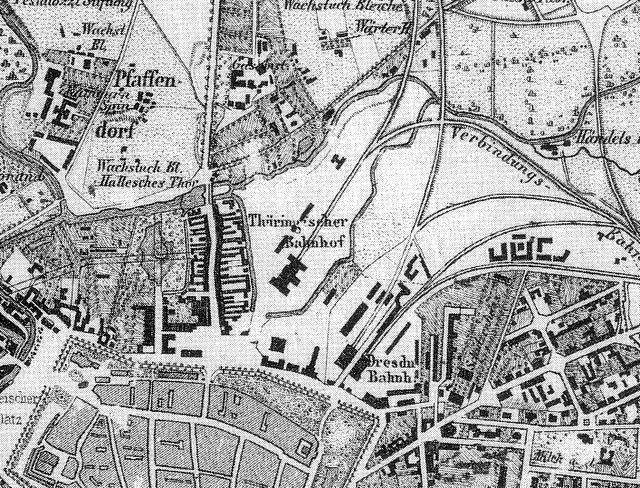
中央駅建設前の、別々の駅が隣り合っていた時期（1860年）

ライプツィヒ旧市街の北の郊外には、1837年から1839年にかけてライプツィヒ–ドレスデン鉄道のドレスナー駅ができたのを皮切りに、翌年にはマクデブルク-ライプツィヒ鉄道のマクデブルガー駅が、1856年にはテューリンゲン鉄道のテューリンガー駅ができた。これらの駅は隣り合っており、相互の乗り換えの乗客が行き交っていたほか線路も接続されたが、別々の駅のままであり続けた。他にも市街北部にはベルリン-ライプツィヒ鉄道のベルリナー駅（1912年に廃止）が、市街南部にはザクセン-バイエルン鉄道のバイエリッシャー駅（2013年、市街中心部を通過するシティトンネルの建設に伴い地下化）がそれぞれ頭端式駅舎を構えていた。

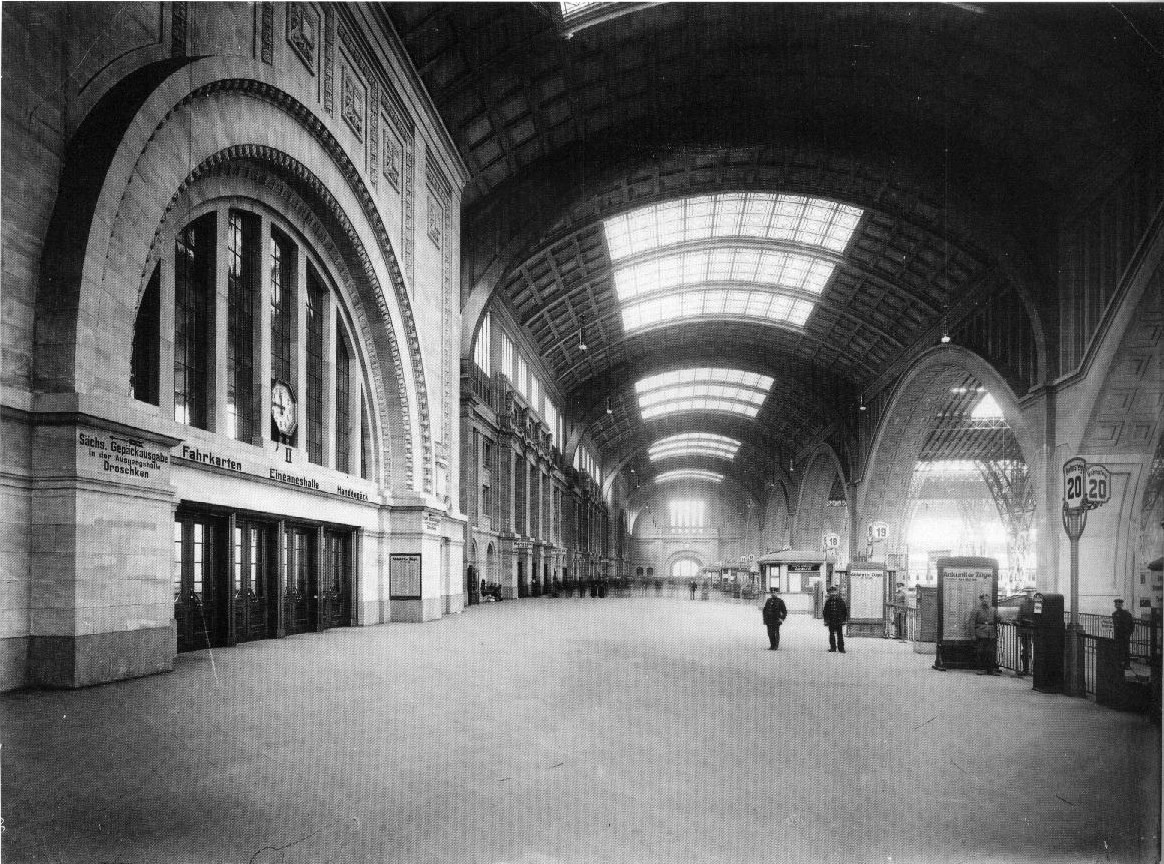
中央駅のコンコース（1916年）

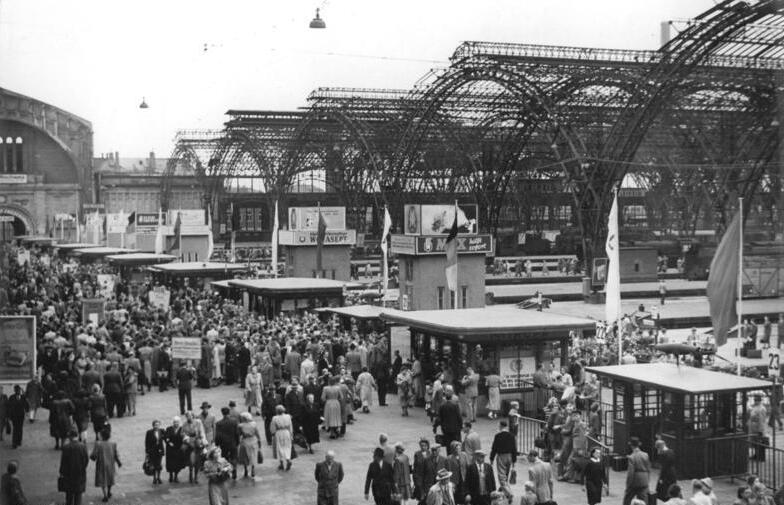
東ドイツ時代のコンコース（1953年）

これらの駅は、人口が急増しドイツ有数の大都市となり、見本市のために欧州中の人が来訪するライプツィヒの交通需要には応じられなくなっていた。19世紀末にはライプツィヒ市は中央駅の建設を模索し、ライプツィヒを通過する新線の上に中間駅を作る案もあったが、より市街地に近い現行のドレスナー駅・マクデブルガー駅・テューリンガー駅の3駅を統合して新しい頭端式の中央駅を作ることが決まった。1907年には新駅舎の建築設計競技で現在見るような駅舎の案が勝利し、旧駅の統合・取り壊しと新駅の建設が始まった。1915年、プロイセン邦有鉄道と王立ザクセン邦有鉄道が共有する中央駅が完成した。
1944年7月7日の米軍による大空襲でライプツィヒ中央駅は崩壊し、駅員や乗客多数が死亡した。1945年4月には完全に操業を停止したが、ソ連占領当局は市街地からのがれき搬出のために5月から列車の運行を再開させた。見本市再開のために重要な中央駅の乗客取り扱いは1946年からいくつかのホームで再開し、1949年には被害の少ない東棟が再開業し、1951年には再建された西棟の開業式が行われた。ホーム上のトレイン・シェッドは1960年にようやく再建が完了した。ライプツィヒ中央駅は西側からの見本市来場者を多く受け入れる東ドイツのショールームとなった。同時期、ドイツ国営鉄道が政治犯の移送を請け負い、ホーム地下に粗末な監獄を作っていたことは、ナチス時代にドイツ国営鉄道がユダヤ人の移送をこの駅から行っていたことと並んで忘れられない事実である。
ドイツ再統一後、ライプツィヒ中央駅はケルン中央駅などと並んで駅舎の改修や多目的化・商業施設化のモデル駅とされ、1990年代後半の大工事でプロメナーデンと名付けられたショッピングモールが開業している。

## 駅構内

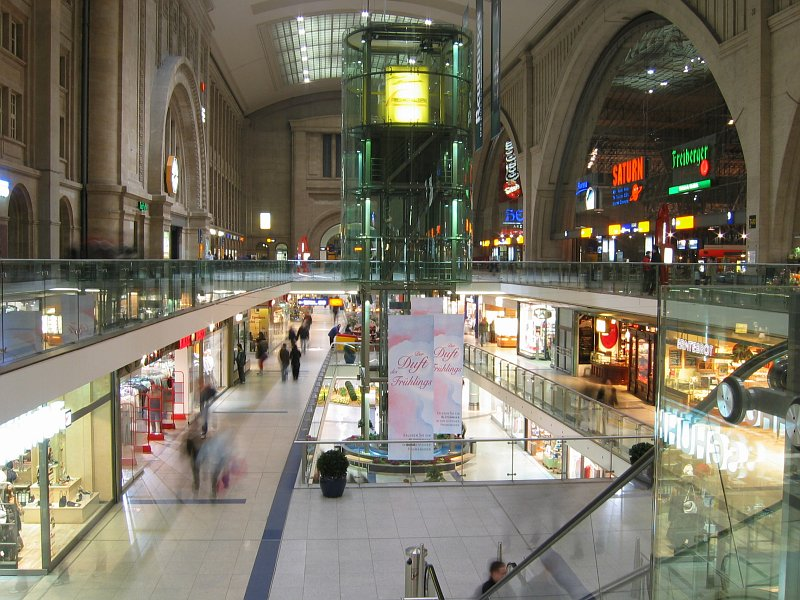
プロメナーデン

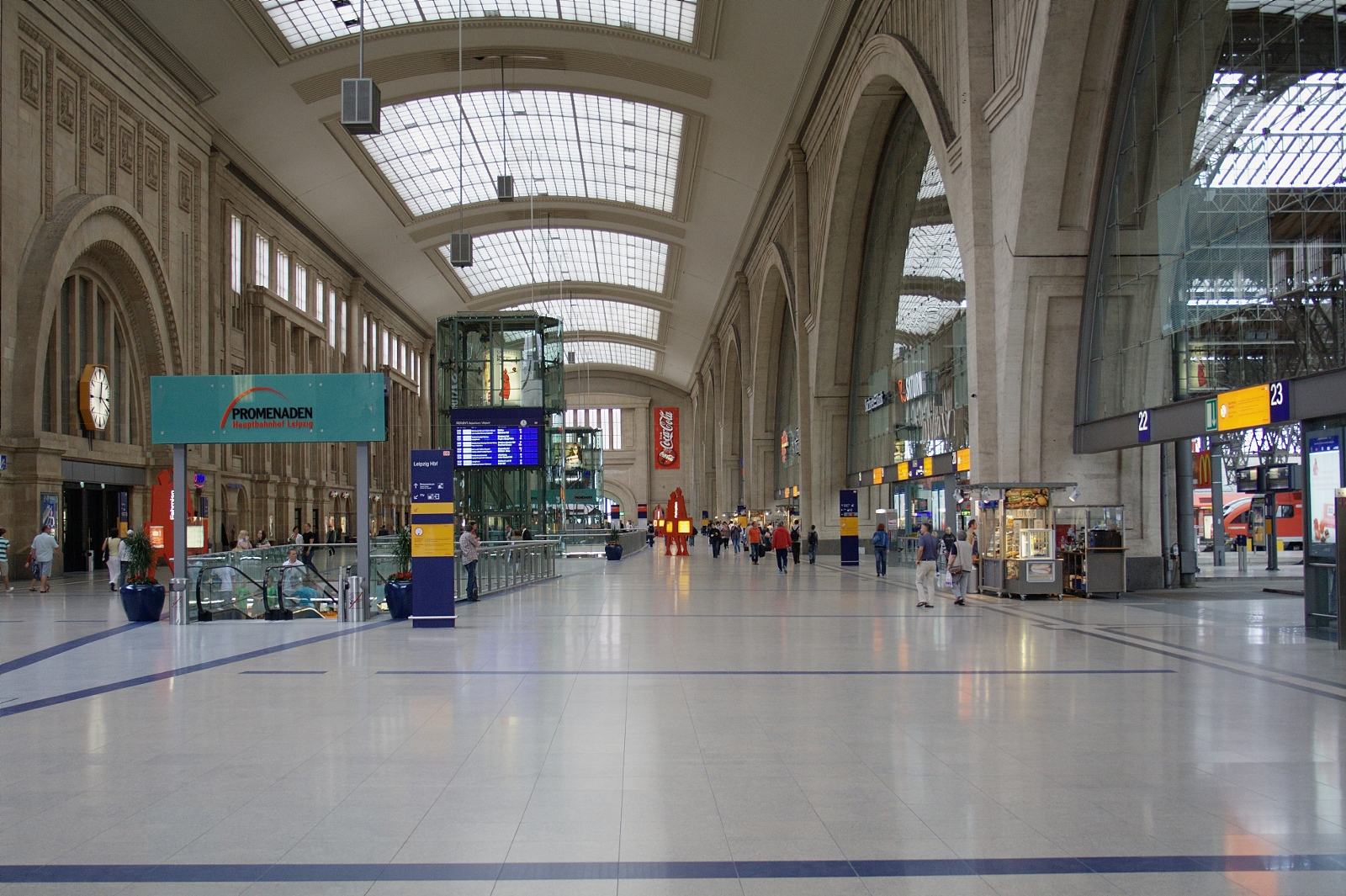
コンコース

プラットホームの形状は櫛形ホーム。構内は1997年に改装され、その際プロメナーデン (Promenaden) と呼ばれる、3階建てのショッピング街が作られた。プロメナーデンは約30,000平方メートルの面積を有し、約140の店舗が存在する。

## 駅データ
- DS 100コード: LL
- カテゴリー: 1
- プラットフォーム: 26
- 1日あたり乗客数: 約15万人
- 1日あたり列車数: 777

## 路線
- ライプツィヒ–ドレスデン線
- マクデブルク-ライプツィヒ線

## 駅周辺
- ライプツィヒ大学
- 聖トーマス教会
- ニコライ教会 (Nikolaikirche) - 1989年に始まった旧東ドイツの民主化運動「月曜デモ(Montagsdemonstrationen)」の中心地になった。
- ゲヴァントハウス (Gewandhaus zu Leipzig) - アウグストゥス広場にあり、6638本のパイプを持つパイプオルガンがあるコンサートホール。

座標: 北緯51度20分43秒 東経12度22分56秒 / 北緯51.34528度 東経12.38222度